# 1988年美苏海军黑海相撞事件
1988年美苏海军黑海相撞事件是指1988年2月12日，美國约克城号导弹巡洋舰 (CG-48)經過黑海時被苏联无私号护卫舰（Soviet frigate Bezzavetny）撞擊，當時约克城号导弹巡洋舰 (CG-48)和卡隆號驅逐艦正位於塞瓦斯托波尔海军基地以南7海里的海域。此前蘇聯船隻已警告美國軍艦並要求其改變航線，但美國軍艦並未理會。美國軍艦被撞後離開蘇聯領海。美國方面表示约克城号导弹巡洋舰 (CG-48)船体轻微受损，没有出現破洞，也沒有进水风险。  隨行的卡隆號驅逐艦完好无损。当时苏联表示外國军舰如果要進入蘇聯領海，只能在規定的海道内行駛。美国认为蘇聯的規定於法無據。 